# Rattlesden
Rattlesden is een civil parish in het bestuurlijke gebied Mid Suffolk, in het Engelse graafschap Suffolk met 959 inwoners.

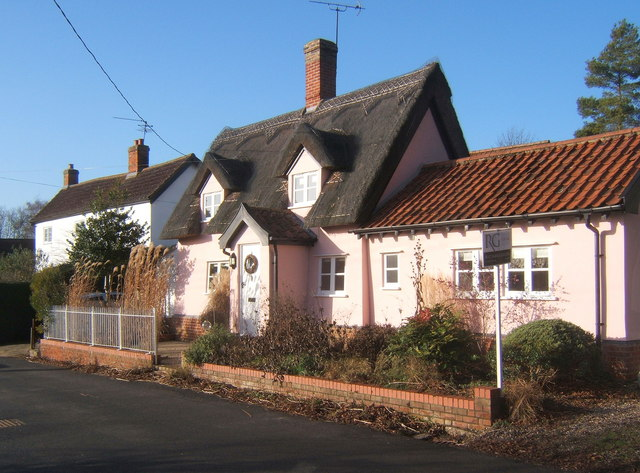
Cottages langs High Street, Rattlesden